# Ram, Veliko Gradište
Ram (în sârbă Рам) este un sat din Serbia, inclus în opștina Veliko Gradiște din districtul Braničevo. Conform recensământului din 2011, avea o populație de 258 de locuitori.
În satul Ram se află o fortăreață construită în secolul al XVI-lea de către otomani. Această cetate a fost de mult timp unul dintre centrele politice ale regiunii Braničevo.

## Demografie

### Evoluția istorică a populației
| An        | 1948 | 1953 | 1961 | 1971 | 1981 | 1991 | 2002 | 2011 |
| --------- | ---- | ---- | ---- | ---- | ---- | ---- | ---- | ---- |
| Populație | 419  | 434  | 409  | 408  | 393  | 359  | 294  | 258  |